# Инфонтено Бертољио (Кремона)
Инфонтено Бертољио је насеље у Италији у округу Кремона, региону Ломбардија.
Према процени из 2011. у насељу је живело 43 становника. Насеље се налази на надморској висини од 80 м.